# El Horizonte, Chilón
El Horizonte är en ort i Mexiko.   Den ligger i kommunen Chilón och delstaten Chiapas, i den sydöstra delen av landet, 800 km öster om huvudstaden Mexico City. El Horizonte ligger 1 439 meter över havet och antalet invånare är 321.
Terrängen runt El Horizonte är kuperad åt sydost, men åt nordväst är den bergig. Runt El Horizonte är det ganska tätbefolkat, med 129 invånare per kvadratkilometer. Närmaste större samhälle är Yajalón, 7,1 km norr om El Horizonte. Omgivningarna runt El Horizonte är en mosaik av jordbruksmark och naturlig växtlighet.